# Черноморец, Олег Васильевич
Олег Васильевич Черноморец (25 апреля 1965, Коростень, Житомирская область или Коростенский район, Житомирская область — 11 марта 2022, Украина) — майор Вооруженных сил Украины, участник российско-украинской войны, отличившийся в ходе российского вторжения в Украину.  Герой Украины (посмертно).

## Биография
Родился 25 апреля 1965 года в городе Коростень, Украинской ССР. После окончания в 1986 году Хмельницкого высшего артиллерийского училища служил на территории Германии, где командовал самоходной артиллерийской батареей САУ «Гвоздика» калибра 122 мм. С 1990 работал на железной дороге в Украине. 
С марта 2014 до апреля 2015 года служил в 95-й аэромобильной бригаде и 90-м отдельном аэромобильном батальоне. Командовал противотанковой батареей в 43 артиллерийской бригаде. Командовал артиллерией в 503-м отдельном батальоне морской пехоты в Мариуполе. Участник боёв в Славянске, обороны Донецкого аэропорта и боев в Горловке Донецкой области.
С 24 февраля 2022 года принял участие в отражении вторжения России на Украину, воевал на Мариупольском направлении.
11 марта 2022 года во время боёв у села Зачатовка Волновахского района Донецкой области, его батальон прикрывал отход украинских сил. Майор Черноморец приказал бойцам отходить, сам остался на позициях, продолжая бой. Будучи окруженным, вызвал огонь артиллерии на себя.
23 февраля 2023 года Олегу Черноморцу было присвоено звание Героя Украины посмертно.

## Награды
Герой Украины (23.02.2023, посмертно) — за личное мужество и героизм, проявленные в защите государственного суверенитета и территориальной целостности Украины, самоотверженное служение Украинскому народу.